# Vilșanka, Semenivka
Vilșanka (în ucraineană Вільшанка) este un sat în comuna Stara Hutka din raionul Semenivka, regiunea Cernihiv, Ucraina.

## Demografie
Componența lingvistică a localității Vilșanka
     Ucraineană (95,65%)
     Rusă (4,35%)
Conform recensământului din 2001, majoritatea populației localității Vilșanka era vorbitoare de ucraineană (95,65%), existând în minoritate și vorbitori de rusă (4,35%).